# Berufsverbot
Berufsverbot (tysk) eller ansættelsesforbud (dansk) er i Tyskland et forbud mod ansættelse i offentlige stillinger af personer, som er mistænkt for forfatningsfjendtlig indstilling.

## Adenauererlaß
Allerede Adenauer-Erlaß (på dansk Adenauer-bekendtgørelsen) fra september 1950 forbød ansættelse af angiveligt forfatningsfjendtlige personer. Retsgrundlaget var artikel 3 i den tyske lov om tjenestemænd, som blev indført under nazisternes styre i januar 1937. Baggrunden for Adenauer-Erlass var den voksende kolde krig. Loven rettede sig både mod højre- og venstreekstremistiske grupperinger; men den blev også anvendt mod andre kritiske stemmer. Et prominent offer var den danske sydslesviger Karl Otto Meyer, som havde udtalt sig kritisk om genoprustningen efter krigen, og som derefter blev suspenderet som lærer. Han blev dog tre år senere genindsat efter vundet retssag.

## Radikalenerlaß
I 1972 udsendte forbundskansler Willy Brandt og delstaternes regeringsledere et cirkulære, der blev kendt som Radikalenerlaß (på dansk Ekstremistbekendtgørelse). I 1975 vedtog forbundsdagen en lov med samme indhold, der blev godkendt af forfatningsdomstolen samme år. Loven indførtes under indtryk af ungdomsoprøret og marxismens fremgang på skoler, universiteter og andre offentlige institutioner. Den ramte især medlemmer af kommunistiske partier samt autonome, men i et vist omfang også pacifister. Loven mødte hård kritik både i Tyskland og i udlandet. I 1980'erne ophævede eller indskrænkede flere tyske delstater ansættelsesforbudet.